# Saarijärvi (sjö i Pertunmaa, Södra Savolax)
Saarijärvi är en sjö i kommunerna Pertunmaa och Gustav Adolfs i landskapen Södra Savolax och Päijänne-Tavastland i Finland. Sjön ligger 108,8 meter över havet. Arean är 1 kvadratkilometer och strandlinjen är 7,45 kilometer lång. Sjön  ingår i Kymmene älvs huvudavrinningsområde.   Den ligger omkring 56 kilometer väster om S:t Michel och omkring 160 kilometer norr om Helsingfors. I sjön finns öarna Kirkontiesaari (1,0 hektar), Talassaari (0,2 hektar) och Kilkintiesaari (0,6 hektar). 